# Boeing B-50 Superfortress
Boeing B-50 Superfortress a fost un avion inspirat după bombardierul strategic B-29 Superfortress, fiind primul avion care a zburat non-stop în jurul lumii. Avionul a fost proiectat de compania Boeing.